# Кубок «Финал четырёх» по волейболу 2010
3-й розыгрыш Кубка «Финал четырёх» по волейболу прошёл с 21 по 25 сентября 2010 года в городе Тустла-Гутьеррес (Мексика) с участием 4 женских национальных сборных команд стран-членов NORCECA и CSV. Победителем впервые стала сборная Доминиканской Республики.

## Команды-участницы
Мексика — команда страны-организатора;
Доминиканская Республика — по итогам Панамериканского Кубка 2010 (лучшая команда NORCECA);
Перу, Аргентина — по итогам Панамериканского Кубка 2010 (две лучшие команды от CSV.

## Система проведения турнира
4 команды-участницы на предварительном этапе проводят однокруговой турнир. По его итогам команды распределяются на две полуфинальные пары. Победители полуфиналов выходят в финал и определяют победителя турнира. Проигравшие в полуфинале разыгрывают бронзовые награды.

## Предварительный этап
| М | Команда                  | 1   | 2   | 3   | 4   | И | В | П | С/П | О |
| - | ------------------------ | --- | --- | --- | --- | - | - | - | --- | - |
| 1 | Перу                     |     | 3:0 | 3:1 | 3:0 | 3 | 3 | 0 | 9:1 | 6 |
| 2 | Доминиканская Республика | 0:3 |     | 3:1 | 3:0 | 3 | 2 | 1 | 6:4 | 5 |
| 3 | Аргентина                | 1:3 | 1:3 |     | 3:0 | 3 | 1 | 2 | 5:6 | 4 |
| 4 | Мексика                  | 0:3 | 0:3 | 0:3 |     | 3 | 0 | 3 | 0:9 | 3 |

21 сентября: Перу — Доминиканская Республика 3:0 (25:18, 25:14, 25:15); Аргентина — Мексика 3:0 (25:10, 25:10, 25:21).
22 сентября: Доминиканская Республика — Аргентина 3:1 (25:23, 25:27, 25:22, 27:25); Перу — Мексика 3:0 (25:12, 25:16, 25:7).
23 сентября: Перу — Аргентина 3:1 (26:28, 25:16, 25:14, 25:21); Доминиканская Республика — Мексика 3:0 (25:18, 25:15, 25:8).

## Плей-офф

### Полуфинал
24 сентября
Доминиканская Республика — Аргентина 3:0 (25:23, 25:12, 25:19)
Перу — Мексика 3:0 (25:13, 25:10, 25:15)

### Матч за 3-е место
25 сентября. 
Аргентина — Мексика 3:0 (25:10, 25:15, 25:11)

### Финал
25 сентября
Доминиканская Республика — Перу 3:2 (16:25, 25:23, 25:23, 22:25, 15:12)

## Итоги

### Положение команд
| Доминиканская Республика |
| Перу                     |
| Аргентина                |
| 4. Мексика               |

### Призёры
Доминиканская Республика: Даяна Бургос Эррера, Элиса Эва Мехия Лисвель, Бренда Кастильо, Ниверка Марте Фрика, Кандида Ариас Перес, Жоселина Родригес Сантос, Карла Эченике, Синди Рондон Мартинес, Джина Альтаграсиа Мамбру Касилья, Бетания де ла Крус де Пенья, Ана Йоркира Бинет Стефенс. Главный тренер — Маркос Квик.
  Перу: Анхелика Акино, Мирта Сориано, Паола Гарсия, Патрисия Сото, Ванесса Паласиос, Йесения Уседа, Юлисса Самудио, Лейла Чихуан, Карла Руэда, Сойла ла Роса, Елена Кельдибекова, Карла Ортис. Главный тренер — Ким Чхоль Ён.
  Аргентина: Антонелла Бортолоцци, Клариса Саргадия, Лусия Фреско, Айлин Перейра, Эмильче Соса, Наталья Айспуруа, Жозефина Фернандес, Лусия Гайдо, Мария Хулия Бенет, Флоренсия Бускетс, Антонела Куратола, Таня Акоста. Главный тренер — Хорасио Бастит.

### Индивидуальные призы
MVP:  Дайана Бургос
Лучшая нападающая:  Йесения Уседа
Лучшая блокирующая:  Лейла Чихуан
Лучшая на подаче:  Елена Кельдибекова
Лучшая на приёме:  Ванесса Паласиос
Лучшая в защите:  Бренда Кастильо
Лучшая связующая:  Елена Кельдибекова
Лучшая либеро:  Бренда Кастильо
Самая результативная:  Даяна Бургос